# King Edward VII's Town Coach

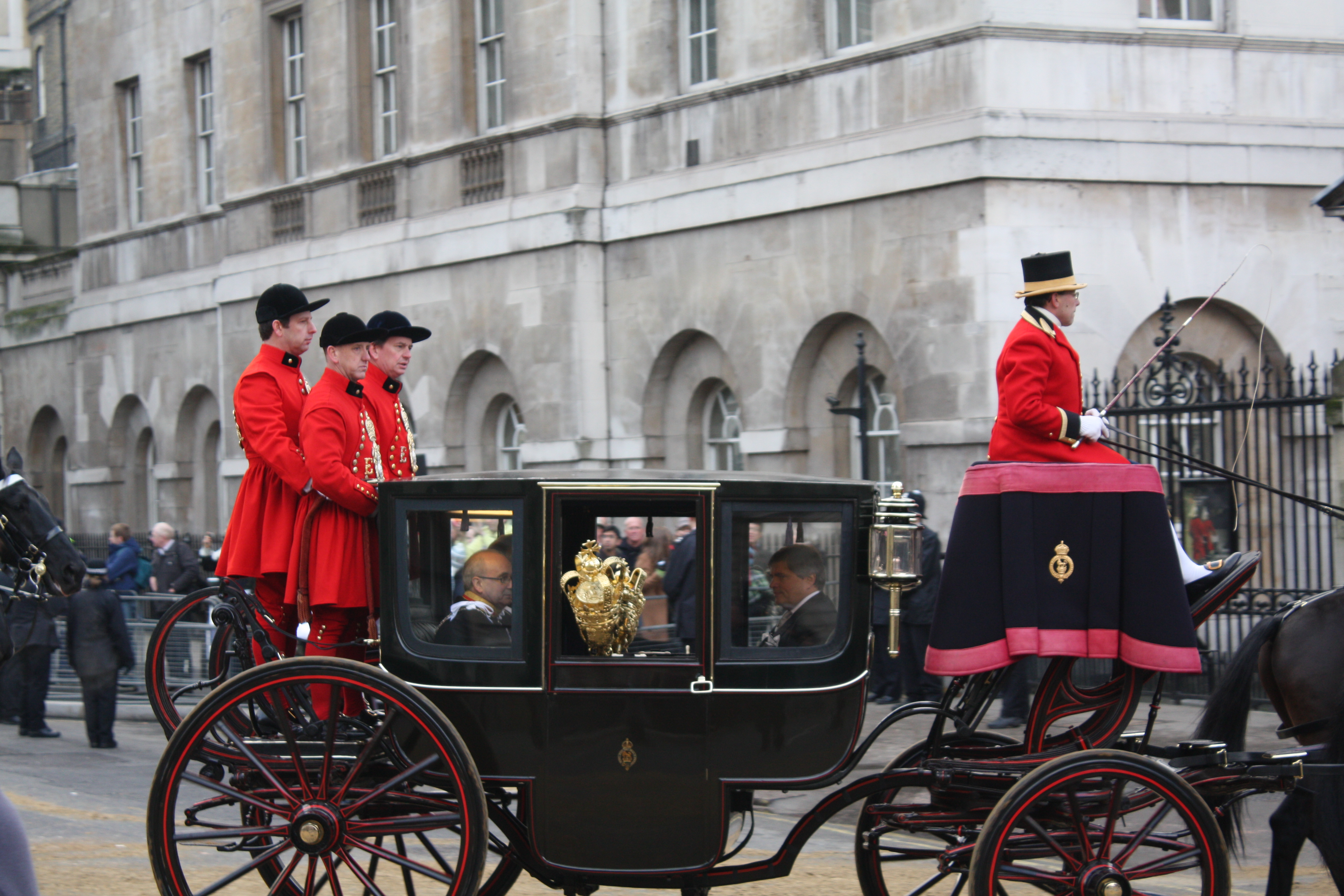
O King Edward VII's Town Coach transportando as maças na abertura do estado do parlamento, 2008.

O King Edward VII's Town Coach é uma carruagem do Royal Mews, o Palácio de Buckingham. Não sendo uma carruagem de estado, é muito mais claro do que algumas das outras carruagens mantidas no Mews.
Antigamente havia vários Town Coaches similares em uso, cada um com carroçaria pintada de marrom e um martelo azul escuro. Todos foram eliminados durante a Segunda Guerra Mundial, com exceção deste (em homenagem a Eduardo VII), que foi colocado em depósito. Em 1964, foi restaurado e, ao mesmo tempo, quatro janelas de vidro foram adicionadas.